# Louis Jean Depetit de La Salle
 Louis Jean Depetit de la Salle , né le 6 novembre 1724 à Saint-Maixent (Deux-Sèvres), mort à Niort (Deux-Sèvres), est un général français de la Révolution et de l’Empire.

## États de service
Il entre en service le 1er janvier 1734, comme lieutenant en second au régiment d’Orléans infanterie, il devient lieutenant le 8 octobre 1739, et lieutenant en premier dans les volontaires bretons le 30 novembre 1746, avant d’être réformé en 1748.
Il reprend du service le 10 février 1749, comme garde du corps du roi dans la compagnie de Villeroy, et il est fait chevalier de Saint-Louis le 29 septembre 1756. Le 12 septembre 1762, il devient prévôt général de la maréchaussée du Poitou, et il est breveté lieutenant-colonel le 2 juillet 1776.
Le 2 juin 1782, il est nommé inspecteur général de la 4e division de la maréchaussée, et le 18 mai 1791, il passe colonel de la 6e division de gendarmerie nationale. Il est promu maréchal de camp le 15 juillet 1792 en vertu de la loi du 29 avril 1792. Il est admis à la retraite le 19 novembre 1793, avec une pension de 6 000 francs.
Il se retire à Niort.

## Sources
- Georges Six, Dictionnaire biographique des généraux & amiraux français de la Révolution et de l'Empire (1792-1814), Paris : Librairie G. Saffroy, 1934, 2 vol. (lire en ligne), p. 329
- (en) « Generals Who Served in the French Army during the Period 1789 - 1814: Eberle to Exelmans »
- Côte S.H.A.T.: 4 YD 3889
- Mireille et Philippe Bossis, Goupilleau de Montaigu: Les apprentissages d'un révolutionnaire vendéen : 1763-1781, Connaissances et Savoirs, 2006, p. 191.
- Eric Hestault, La lieutenance de maréchaussée de Nantes, 1770-1791, Service historique de la Gendarmerie nationale, 2002, p. 113.